# Elizabeth Ekblom
Elizabeth Ekblom (10 febbraio 1958) è un'ex tennista svedese.

## Carriera
In carriera ha vinto un titolo di doppio, il Casino Cup Hittfield nel 1982, in coppia con la connazionale Lena Sandin. Nei tornei del Grande Slam ha ottenuto il suo miglior risultato agli Australian Open raggiungendo le semifinali nel singolare nel 1976.
In Fed Cup ha giocato un totale di 4 partite, ottenendo una vittoria e 3 sconfitte.

## Statistiche

### Doppio

#### Vittorie (1)
| Numero | Anno           | Torneo                         | Superficie  | Compagna    | Avversarie in finale              | Punteggio |
| 1.     | 11 luglio 1982 | Casino Cup Hittfield, Hittfeld | Terra rossa | Lena Sandin | Patrícia Medrado Cláudia Monteiro | 7-6, 6-3  |